# ناتینگ، بدفوردشر
ناتینگ (به انگلیسی: Knotting) یک روستا در بریتانیا است که در ناتینگ و شودراپ واقع شده‌است.